# Arthur Parkin
William Arthur Parkin (* 15. Februar 1952 in Whangārei; † 14. November 2023 in Auckland) war ein neuseeländischer Hockeyspieler.
Mit der Neuseeländischen Nationalmannschaft nahm er dreimal an Olympischen Spielen (1972, 1976 und 1984) teil. In Montreal 1976 wurde Parkin Olympiasieger.
2018 wurde Parkin wegen sexuellen Missbrauchs von Kindern zwischen 1975 und 1983 zu einem Jahr und acht Monaten Haft verurteilt.